# Люси Краун
«Люси Краун» (англ. Lucy Crown) — роман американского писателя Ирвина Шоу. Впервые книга опубликована в 1956 году. В книге рассказывается о жене и матери — одном и том же персонаже, у которой летом 1937 года начинается роман с молодым человеком, которого семья Краунов наняла в качестве компаньона своему хрупкому сыну Тони  Kirkus Reviews found the novel bleak but praised Shaw for his storytelling talent..

## Сюжет
Оливер Краун, сын владельца печатного дела, отслужив в Первой мировой, возвращается на родину в Нью-Йорк, где открывает самолетный бизнес с приятелями. Там он встречает Люси, ассистентку ученого-биолога Колумбийского университета, влюбляется в неё и вскоре женится на ней. Но самоубийство отца и оставшееся печатное дело заставляет их покинуть Нью-Йорк и уехать в Хартфорд, где жили многие поколения Краунов. Там у них рождается сын Тони. В детстве ребенок переживает серьёзную травму и вынужден на долгое время покинуть школу и сидеть дома. Чтобы у мальчика не сформировался комплекс неполноценности и одиночества, отец нанимает 20-летнего «гувернёра» Джефа Баннера, который должен присматривать все лето за 13-летним Тони, научить его плавать и т. д. Но это решение оказывается роковым для семьи Краунов. Отец вынужден был подолгу покидать семью, отправляясь в город на работу. Тем временем жена успела влюбиться в Джефа и изменить мужу. Нужно сказать, Оливер Краун был очень привлекательным и успешным бизнесменом, уверенным в себе человеком. Но отрицательной стороной его характера было то, что он никогда не допускал возражений и все решения в доме принимал сам. В результате за 15 лет супружеской жизни Люси чувствовала притеснённость, и, хотя и была очень красива, даже стеснялась этого. Свидетелем измены стал сын Тони, который затаил злобу на мать на всю жизнь. Оливер отдаёт Тони в частную школу-интернат, прощает Люси и они переезжают из Хартфорда в Нью-Джерси. В течение целых 18 лет сын виделся с матерью лишь один раз, а к тому времени уже началась Вторая мировая, на которой погиб отец. Тони теперь работает карикатуристом в газете во Франции. Люси работает по каналу ООН. Однажды она случайно встретилась с сыном в баре в Париже. Она узнает, что тот уже имеет сына Бобби и жену Дору. В конце концов сын прощает мать.